# Dawsonia longifolia
Dawsonia longifolia là một loài Rêu trong họ Polytrichaceae. Loài này được R. Br. mô tả khoa học đầu tiên năm 1949.